# Gajówka Gójszcz
Gajówka Gójszcz – osada leśna w Polsce położona w województwie mazowieckim, w powiecie mińskim, w gminie Mrozy.
Wierni Kościoła rzymskokatolickiego należą do parafii Wniebowzięcia Najświętszej Maryi Panny w Kałuszynie.